# Giorgio Crinazzi
Giorgio Crinazzi, nato Anton Maria Fossombroni, (Arezzo, 20 marzo 1750 – Vienna, 31 dicembre 1782), è stato un musicista, tenore e compositore italiano.

## Biografia
Anton Maria Fossombroni nacque ad Arezzo il 20 marzo 1750 da Giacinto Fossombroni e Lucilla Albergotti. Era il primogenito di 7 fratelli, uno dei quali, Vittorio Fossombroni, si rese celebre sia come scienziato, grazie soprattutto al progetto di bonifica della Val di Chiana, sia per il ruolo politico svolto in qualità di ministro del Granduca di Toscana Ferdinando III e successivamente del figlio Leopoldo II. Il padre Giacinto era un cultore della storia aretina e raffinato collezionista ed archivista, la nonna, Teresa Bagnesi, fu membro di rilievo dell'Accademia Arcadica Aretina.
Antonio Maria crebbe nel palazzo di famiglia in piazza San Domenico ad Arezzo dove studiò musica, in particolare il cembalo ed il violino. Non è stato possibile rilevare dati significativi dalla biografia di Anton Maria nelle memorie di famiglia, manoscritto in possesso degli eredi.
Sappiamo che il 4 luglio 1776, a 26 anni, fuggì dalla casa paterna di Arezzo, forse per problemi di debiti di gioco, e la famiglia non ebbe sue notizie per alcuni anni. Il periodo della fuga, è stato abbastanza recentemente ricostruito, grazie ad un epistolario entrato in possesso dell'attuale conte Fossombroni. Le lettere, scritte da Anton Maria e inviate da Vienna al padre Giacinto, descrivono gli ultimi mesi della sua vita e la malattia che ne provocò la morte. In questo carteggio sono presenti anche diverse lettere di personaggi di una certa notorietà, come l'Arcivescovo Giuseppe Garampi (Nunzio apostolico a Vienna), che erano stati coinvolti dalla famiglia nella ricerca del figlio fuggiasco. Grazie a questo epistolario, ritrovato per caso in una proprietà che era stata di proprietà dei Fossombroni fino al 1924 e a conseguenti ulteriori ricerche, è stato possibile avere notizie più precise di questo personaggio dopo la fuga da Arezzo.
Fra l'estate o l'autunno del 1776 e l'autunno del 1778, Anton Maria si rifugiò a Venezia, abbiamo notizia certa che Anton Maria si esibì in un'opera nel teatro di San Cassiano. Successivamente prese il nome falso di "Giorgio Crinazzi di Perugia".
Nei primi mesi del 1778, Anton Maria si recò a Trieste dove insegnava musica alla moglie del conte Voinovich, eminente rappresentante della comunità serba, nonché console russo in quella città. La moglie di Voinovich si chiamava M. Clorinda Anna del Rosso, era pisana ed era parente del ministro Tanucci. Giunse a Trieste con una presentazione di Pasquale Anfossi e il 31 luglio 1778 diventò maestro di maniera del teatro San Pietro per un anno *Carlo Curiel, Quaresime triestine del settecento, In. La Porta Orientale, I I, 1932, p 121 . Di questo periodo abbiamo notizie dell'attività teatrale di A.M., grazie ai diari del conte Karl von Zinzendorf, governatore di Trieste. Il 21 febbraio 1779 Crinazzi in un'accademia musicale cantò in teatro, insieme alla cantante Anna Moltz, chiamata "la Triestina", riscuotendo i complimenti dello Zinzendorf annotati nel suo diario. Il 19 marzo dello stesso anno, in occasione dell'onomastico dell'imperatore, fu presentata una composizione di Anton Maria dal titolo Componimento sacro drammatico per musica da eseguirsi nella città di Trieste il dì 19 marzo 1779 per solennizzare il giorno del glorioso nome dell'augusto regnante Imperatore Giuseppe II - Trieste, stamperia delli P.P. Armeni Mechitaristi.
Il 21 maggio si mise in viaggio per Venezia, avendo in programma di cantare al teatro dell'Opera di Padova. Sul finire del 1780 Crinazzi si recò a Graz, dove tenne concerti in casa della contessa Von Wurembrandt.
Nei primi mesi del 1781 giunse a Vienna dove trovò impiego come maestro di canto delle figlie del dott. Joseph Leopold Auenbrugger  (il maestro di musica delle due figlie di Auenbrugger era Antonio Salieri). Nel marzo dello stesso anno pubblicò, edita da Artaria, una composizione di musica e poesia dal titolo Sei treni ovvero cantate lugubri in morte di Maria Teresa Imperatrice. Quest'opera fu valutata da Salieri, da Gluck e da Metastasio che ne diedero un giudizio blandamente positivo. Firmò l'opera come Crinazzi, nome sotto il quale continuava a celarsi.
Il 23 giugno del 1781 firmò un contratto di 4 mesi per cantare come tenore ad Esterhaz, nell'orchestra di Haydn nella stagione estiva (notizia confermata da una lettera di Metastasio che gli chiede una relazione sulla reggia di Esterhaz).
Nell'autunno del 1781 avendo contratto la malaria, tornò a Vienna. Nello stesso periodo, con l'intermediazione di Voinovich e dell'Arcivescovo Giuseppe Garampi,  Giorgio Crinazzi venne riconosciuto come Anton Maria Fossombroni e da quel momento dette inizio agli scambi epistolari col padre Giacinto.
Le ristrettezze economiche e la gravità della malattia (alla malaria si era aggiunta la tubercolosi) indussero A.M. a chiedere perdono alla famiglia ed a predisporsi a tornare ad Arezzo. Dal febbraio del 1782, però, i sintomi si aggravarono e non fu più possibile per Anton Maria intraprendere il viaggio di ritorno. Morì, quindi, solo e lontano da casa il 31 dicembre 1782 a soli 32 anni. Venne sepolto nella cattedrale di Santo Stefano a Vienna sotto il falso nome Crinazzi perché la procedura legale per cambiare cognome sul certificato di morte sarebbe stata complessa e fu sconsigliata al padre dallo stesso nunzio apostolico.